# Orange Township (Clinton County, Iowa)
Die Orange Township ist eine von 18 Townships im Clinton County im Osten des US-amerikanischen Bundesstaates Iowa.

## Geografie
Die Orange Township liegt im Osten von Iowa am nördlichen Ufer des Wapsipinicon River, einem rechten Nebenfluss des rund 30 km östlich gelegenen Mississippi, der die Grenze zu Illinois bildet. Die Grenze zu Wisconsin befindet sich rund 85 km nördlich.
Die Orange Township liegt auf 41°48′52″ nördlicher Breite und 90°38′08″ westlicher Länge und erstreckt sich über 76,47 km². Im Süden der Township liegt am Ufer des Wapsipinicon River die Barber Creek Wildlife Management Area.
Die Orange Township liegt im Süden des Clinton County und grenzt im Süden an den Wapsipinicon River, der die Grenze zum Scott County bildet. Innerhalb des Clinton County grenzt die Orange Township im Westen an die Olive Township, im Nordwesten an die Grant Township, im Norden an die Welton Township und im Osten an die De Witt Township.

## Verkehr
Durch die Orange Township verläuft in west-östlicher Richtung der U.S. Highway 30. Alle weiteren Straßen sind County Roads sowie weiter untergeordnete und zum Teil unbefestigte Fahrwege.
Parallel zum Highway 30 verläuft eine Eisenbahnlinie der Union Pacific Railroad.
Der nächstgelegene Flugplatz ist der rund 25 km östlich der Township gelegene Clinton Municipal Airport; der nächstgelegene größere Flughafen ist der rund 50 km südöstlich gelegene Quad City International Airport.

## Bevölkerung
Bei der Volkszählung im Jahr 2010 hatte die Township 1177 Einwohner. Neben Streubesiedlung existiert in der Orange Township mit Grand Mound eine selbstständige Kommune (mit dem Status „City“).